# 2-Chloracrylnitril
2-Chloracrylnitril ist eine chemische Verbindung aus der Gruppe der ungesättigten Nitrile.

## Gewinnung und Darstellung
2-Chloracrylnitril kann durch Chlorierung und nachfolgende katalytische Dehydrochlorierung von Acrylnitril gewonnen werden.

## Eigenschaften
2-Chloracrylnitril ist eine leicht entzündbare, leicht flüchtige, farblose Flüssigkeit, die wenig löslich in Wasser ist. Die Verbindung polymerisiert leicht mit anderen ungesättigten Monomeren, als Stabilisator wird 0,1 prozentiges Hydrochinon verwendet. Die Verbindung ist ein Keten-Äquivalent zur Verwendung in der Diels-Alder-Reaktion sowie anderen Cycloadditionen und unterliegt Michael- und radikalischen Additionen.

## Verwendung
2-Chloracrylnitril wird als Monomer zur Kunststofferzeugung und zur Synthese von Farbstoffen und Arzneistoffen verwendet. Es dient auch als Zwischenprodukt für die Synthese von Agrochemikalien und fotochemischen Erzeugnissen verwendet.

## Sicherheitshinweise
Die Dämpfe von 2-Chloracrylnitril können mit Luft ein explosionsfähiges Gemisch (Flammpunkt 6 °C) bilden.